# Joel Otto
Joel Stuart Otto (* 29. října 1961 Elk River, Minnesota) je bývalý americký hokejista.

## Kariéra
Hrál na střední škole za Roseau Rams a na vysoké za Bemidji State Beavers. Neprošel draftem a jako volného hráče ho roku 1984 angažovali Calgary Flames, kteří ho poslali rozehrát na farmu do Moncton Golden Flames a 23. listopadu 1984 Otto debutoval v National Hockey League. S Calgary vyhrál Stanley Cup v roce 1989, vynikl jako dobře bránící střední útočník s velkou úspěšností na vhazování, v letech 1993 a 1995 byl nominován na Frank J. Selke Trophy. V roce 1995 přestoupil do Philadelphia Flyers, kde si zahrál finále Stanley Cupu 1997 a v roce 1998 ukončil kariéru. Celkem odehrál v NHL čtrnáct sezón a 943 zápasů, v nichž zaznamenal 195 branek a 313 asistencí.
S americkou hokejovou reprezentací se zúčastnil mistrovství světa v ledním hokeji 1985 (4. místo) a mistrovství světa v ledním hokeji 1990 (5. místo), olympijských her 1998 (6. místo), Kanadského poháru 1987 (5. místo), Kanadského poháru 1991 (2. místo) a byl v týmu USA, který vyhrál Světový pohár v ledním hokeji 1996.
Od roku 2006 působí jako asistent trenéra v klubu Calgary Hitmen, s nímž roku 2010 vyhrál Ed Chynoweth Cup.

## Ocenění a úspěchy
- 1983 NCAA III - První All-American Tým (Západ)
- 1984 NCAA III - První All-American Tým (Západ)

## Prvenství
- Debut v NHL - 23. listopadu 1984 (Calgary Flames proti St. Louis Blues)
- První asistence v NHL - 1. března 1985 (Calgary Flames proti Montreal Canadiens)
- První gól v NHL - 3. března 1985 (Calgary Flames proti Los Angeles Kings, kanadskému brankáři Darren Eliot)
- První hattrick v NHL - 3. listopadu 1986 (Calgary Flames proti Los Angeles Kings)

## Klubové statistiky
| Sezóna     | Klub                  | Soutěž     |     | Základní část | Základní část | Základní část | Základní část | Základní část |    | Play off | Play off | Play off | Play off | Play off |
| Sezóna     | Klub                  | Soutěž     | Z   | G             | A             | B             | TM            | Z             | G  | A        | B        | TM       |          |          |
| 1980–81    | Roseau Rams           | HS-MN      | 23  | 5             | 11            | 16            | 10            | —             | —  | —        | —        | —        |          |          |
| 1981–82    | Bemidji State Beavers | NCHA       | 31  | 19            | 33            | 52            | 24            | —             | —  | —        | —        | —        |          |          |
| 1982–83    | Bemidji State Beavers | NCHA       | 37  | 33            | 28            | 61            | 68            | —             | —  | —        | —        | —        |          |          |
| 1983–84    | Bemidji State Beavers | NCHA       | 31  | 32            | 43            | 75            | 32            | —             | —  | —        | —        | —        |          |          |
| 1984–85    | Moncton Golden Flames | AHL        | 56  | 27            | 36            | 63            | 89            | —             | —  | —        | —        | —        |          |          |
| 1984–85    | Calgary Flames        | NHL        | 17  | 4             | 8             | 12            | 30            | 3             | 2  | 1        | 3        | 10       |          |          |
| 1985–86    | Calgary Flames        | NHL        | 79  | 25            | 34            | 59            | 188           | 22            | 5  | 10       | 15       | 80       |          |          |
| 1986–87    | Calgary Flames        | NHL        | 68  | 19            | 31            | 50            | 185           | 2             | 0  | 2        | 2        | 6        |          |          |
| 1987–88    | Calgary Flames        | NHL        | 62  | 13            | 39            | 52            | 194           | 9             | 3  | 2        | 5        | 24       |          |          |
| 1988–89    | Calgary Flames        | NHL        | 72  | 23            | 30            | 53            | 213           | 22            | 6  | 13       | 19       | 46       |          |          |
| 1989–90    | Calgary Flames        | NHL        | 75  | 13            | 20            | 33            | 116           | 6             | 2  | 2        | 4        | 2        |          |          |
| 1990–91    | Calgary Flames        | NHL        | 76  | 19            | 20            | 39            | 183           | 7             | 1  | 2        | 3        | 8        |          |          |
| 1991–92    | Calgary Flames        | NHL        | 78  | 13            | 21            | 34            | 161           | —             | —  | —        | —        | —        |          |          |
| 1992–93    | Calgary Flames        | NHL        | 75  | 19            | 33            | 52            | 150           | 6             | 4  | 2        | 6        | 4        |          |          |
| 1993–94    | Calgary Flames        | NHL        | 81  | 11            | 12            | 23            | 92            | 3             | 0  | 1        | 1        | 4        |          |          |
| 1994–95    | Calgary Flames        | NHL        | 47  | 8             | 13            | 21            | 130           | 7             | 0  | 3        | 3        | 2        |          |          |
| 1995–96    | Philadelphia Flyers   | NHL        | 67  | 12            | 29            | 41            | 115           | 12            | 3  | 4        | 7        | 11       |          |          |
| 1996–97    | Philadelphia Flyers   | NHL        | 78  | 13            | 19            | 32            | 99            | 18            | 1  | 5        | 6        | 8        |          |          |
| 1997–98    | Philadelphia Flyers   | NHL        | 68  | 3             | 4             | 7             | 78            | 5             | 0  | 0        | 0        | 0        |          |          |
| NHL celkem | NHL celkem            | NHL celkem | 943 | 195           | 313           | 508           | 1934          | 122           | 22 | 47       | 74       | 205      |          |          |

## Reprezentace
| Rok    | Tým    | Soutěž | Z  | G | A | B  | TM |
| ------ | ------ | ------ | -- | - | - | -- | -- |
| 1985   | USA    | MS     | 10 | 2 | 1 | 3  | 8  |
| 1987   | USA    | KP     | 5  | 0 | 2 | 2  | 4  |
| 1990   | USA    | MS     | 9  | 2 | 4 | 6  | 2  |
| 1991   | USA    | KP     | 8  | 4 | 0 | 4  | 2  |
| 1996   | USA    | SP     | 7  | 1 | 2 | 3  | 6  |
| 1998   | USA    | ZOH    | 4  | 0 | 0 | 0  | 0  |
| celkem | celkem | celkem | 43 | 9 | 9 | 18 | 22 |